# AJ・デクラーク
AJ・デクラーク（AJ de Klerk、1991年12月9日 - ）は、ウェルウィッチアスに所属するラグビーユニオン選手。

## プロフィール
- ナミビア出身[1]。
- ポジションはプロップ(PR)。
- 身長 185cm、体重 121kg
- ナミビア代表キャップは28（2025年4月現在）でラグビーワールドカップ2015・ラグビーワールドカップ2019のナミビア代表に選ばれた[2]。

## 略歴
2015年、ウェルウィッチアスに加入。